# East Maitland
East Maitland är en del av en befolkad plats i Australien. Den ligger i kommunen Maitland Municipality och delstaten New South Wales, i den sydöstra delen av landet, omkring 130 kilometer norr om delstatshuvudstaden Sydney. Antalet invånare är 11 310.
Runt East Maitland är det tätbefolkat, med 790 invånare per kvadratkilometer.. Närmaste större samhälle är Maitland, nära East Maitland.
I omgivningarna runt East Maitland växer huvudsakligen savannskog. Genomsnittlig årsnederbörd är 1 277 millimeter. Den regnigaste månaden är februari, med i genomsnitt 223 mm nederbörd, och den torraste är juli, med 46 mm nederbörd.